# Commandment
Commandment – siódmy album studyjny amerykańskiej grupy muzycznej Six Feet Under. Wydawnictwo ukazało się 17 kwietnia 2007 roku nakładem wytwórni muzycznej Metal Blade Records. W ramach promocji wydawnictwa w kwietniu 2007 roku został zrealizowany teledysk do utworu "Ghosts of the Undead" w reżyserii Mario Framingheddu. Z kolei w sierpniu powstał teledysk do utworu "Doomsday" ponownie w reżyserii Mario Framingheddu. Ponadto zespół odbył europejską trasę koncertową wraz z Nile, Finntroll i Belphegor.  
Partie instrumentalne zostały zarejestrowane w studiu Mana Recordings w Tampie we współpracy z producentem muzycznym i inżynierem dźwięku Erikiem Rutanem. Natomiast partie wokalne zostały nagrane w studiu Hit Factory w Miami. Oprawę wydawnictwa przygotował A.M. Karanitant. Natomiast zdjęcia wykonał Joe Giron.
Wydawnictwo spotkało się z niejednoznacznym przyjęciem ze strony krytyków muzycznych. Recenzent seriwsu Blabbermouth - Keith Bergman przyznał płycie 3 punkty, zarzucając m.in. wsteczność i monotonię kompozycji. Z kolei Chad Bowar na łamach seriwsu About.com pochwalił wokalizy Chrisa Barnesa, jako czytelniejsze w stosunku do poprzednich wydawnictw Six Feet Under. Jednakże zwrócił też uwagę iż zainteresowanie nagraniami wyrażą tylko zagożali zwolennicy twórczości formacji.

## Lista utworów
Opracowano na podstawie materiału źródłowego.
| Nr  | Tytuł utworu                 | Słowa  | Muzyka                        | Długość |
| --- | ---------------------------- | ------ | ----------------------------- | ------- |
| 1.  | „Doomsday”                   | Barnes | Barnes, Butler, Gall, Swanson | 3:48    |
| 2.  | „Thou Shall Kill”            | Barnes | Barnes, Butler, Gall, Swanson | 3:07    |
| 3.  | „Zombie Executioner”         | Barnes | Barnes, Butler, Gall, Swanson | 2:52    |
| 4.  | „The Edge of the Hatchet”    | Barnes | Barnes, Butler, Gall, Swanson | 3:55    |
| 5.  | „Bled to Death”              | Barnes | Barnes, Butler, Gall, Swanson | 3:17    |
| 6.  | „Resurrection of the Rotten” | Barnes | Barnes, Butler, Gall, Swanson | 2:55    |
| 7.  | „As the Blade Turns”         | Barnes | Barnes, Butler, Gall, Swanson | 3:33    |
| 8.  | „The Evil Eye”               | Barnes | Barnes, Butler, Gall, Swanson | 3:26    |
| 9.  | „In a Vacant Grave”          | Barnes | Barnes, Butler, Gall, Swanson | 3:35    |
| 10. | „Ghosts of the Undead”       | Barnes | Barnes, Butler, Gall, Swanson | 3:58    |
|     |                              |        |                               | 34:26   |

## Twórcy
Opracowano na podstawie materiału źródłowego.

- Chris Barnes - śpiew, produkcja muzyczna
- Steve Swanson - gitara
- Terry Butler - gitara basowa
- Greg Gall - perkusja
- Erik Rutan - inżynieria dźwięku, miksowanie
- Chris Carroll - inżynieria dźwięku
- Javier Valverde - asystent inżynieria dźwięku
- A.M. Karanitant - dizajn, oprawa graficzna
- Joe Giron - zdjęcia

## Wydania
Opracowano na podstawie materiału źródłowego.
| Rok  | Nr katalogowy | Format | Wytwórnia płytowa   | Region            |
| ---- | ------------- | ------ | ------------------- | ----------------- |
| 2007 | 3984-14613-2  | CD     | Metal Blade Records | Stany Zjednoczone |
| 2007 | 3984 14613 1  | LP     | Metal Blade Records | Stany Zjednoczone |

## Pozycje na listach
| Lista                     | Kraj              | Pozycja |
| ------------------------- | ----------------- | ------- |
| Top Independent Albums    | Stany Zjednoczone | 37      |
| Billboard Top Heatseekers | Stany Zjednoczone | 12      |
| Media Control Charts      | Niemcy            | 58      |
| Top 75                    | Austria           | 70      |